# Pom Poko
Pom Poko (平成狸合戦ぽんぽこ?, Heisei tanuki gassen Ponpoko, lett. "Ponpoko, la guerra dei tanuki del periodo Heisei") è un film d'animazione giapponese del 1994 scritto e diretto da Isao Takahata.
Il lungometraggio narra della lotta dei tanuki per riconquistare la collina di Tama, nei pressi di Tokyo, strappata agli animali per farne un quartiere residenziale.

## Trama
Verso la fine degli anni sessanta, in Giappone, l'eccessivo sviluppo urbano causato dal progetto Tama New Town sta portando a un disboscamento intensivo della collina di Tama, nei pressi di Tokyo, mettendo a rischio le terre dei tanuki. Nei primi anni novanta, all'inizio dell'era Heisei, i tanuki di tutte le colline di Tama, spronati dalla matriarca Oroku decidono di impegnarsi per fermare lo sviluppo urbano condotto dagli umani.
Il consiglio patriarcale decide di studiare la natura degli umani e di insegnare ai giovani tanuki l'arte del trasformismo, un'arte magica perduta nel tempo che permette ai tanuki di cambiare il proprio aspetto, mentre a guidare la resistenza ci sono l'aggressivo Gonta, il vecchio Seizaemon, la saggia Oroku e il giovane Shoukichi. Il gruppo di tanuki quindi sfrutta le proprie capacità illusorie per sabotare i lavori degli umani, ferendo e addirittura causando la morte involontaria di alcuni di essi, e spingendo alcuni lavoratori spaventati ad abbandonare il lavoro. Solo alcuni tanuki, si domandano se quello che fanno possa davvero funzionare, e se le disgrazie che causano agli umani non siano eccessive. Tuttavia, il progetto urbanistico degli umani non si interrompe, e i disperati tanuki mandano dei messaggeri in spedizione per chiedere aiuto ai patriarchi di altre regioni.
Uno dei messaggeri torna a Tama insieme a tre anziani tanuki della lontana isola di Shikoku, dove i tanuki ancora prosperano e vengono venerati dagli umani: Kincho VI, il pelato di Yashima e Inugami Gyobu. I tre patriarchi annunciano di volere organizzare una grande parata di spettri per le strade della città, per far credere agli umani che la città sia infestata dagli spiriti. Durante la parata, tuttavia, Gyobu muore a causa dello sforzo eccessivo, e il giorno successivo un ricco imprenditore rivendica pubblicamente la parata come una propria manifestazione pubblicitaria in favore del suo parco dei divertimenti, rendendo di fatto vani gli sforzi dei tanuki. Shokichi è uno dei pochi ad avere compreso che i loro fallimenti, sono dovuti per non avere studiato appieno la natura umana.
In seguito al fallimento, i tanuki rimasti, in preda alla rabbia e allo sconforto, cominciano a dividersi in vari gruppi indipendenti. Gonta, alla guida del suo gruppo, decide di fronteggiare direttamente gli umani dandosi all'ecoterrorismo, ma viene ucciso insieme agli altri tanuki in uno degli scontri. Un altro gruppo cerca di ottenere l'attenzione dei media per implorare la salvaguardia della collina. L'anziano pelato di Yashima, per la disfatta subita, perde la ragione, crea un culto buddhista insieme ai tanuki incapaci di trasformarsi, per poi imbarcarsi nella nave dorata Takarabune, insieme a loro per dirigersi verso la morte. Kincho VI, invece, dietro consiglio di una volpe trasformista, considera l'idea di prendere con sé un gruppo di tanuki e di andare a vivere insieme agli umani sotto mentite spoglie. Seyzemon ex avversario di Gonta, comprende che con il trasformismo, può diventare ricco e usare il potere degli uomini. Prima di questo però Kincho VI, si vendica dell'odioso direttore che si era preso il merito della parata degli spettri. Attirandolo con l'inganno in un ristorante magico lo deruba dei milioni di yen che voleva usare per assumere i tanuki nel parco.
Compreso ormai che ogni sforzo di contrastare gli umani è inutile, Shoukichi e i tanuki rimasti uniscono le ultime forze per creare una grande illusione e mostrare agli umani l'aspetto che la collina aveva prima dell'inizio dello sviluppo urbanistico. Gli umani, colpiti, decidono finalmente di trasformare parte dei terreni rimasti in dei parchi dedicati alla convivenza con i tanuki, ma ormai è troppo tardi. Alla fine, i tanuki capaci di trasformarsi decidono di seguire l'esempio delle volpi e iniziano una nuova vita in città in mezzo agli umani. Gli altri tanuki, inadatti al trasformismo, cercano invece di sopravvivere nei parchi della città o spostandosi in altre regioni.
Una notte, Shoukichi, ormai inserito nel mondo umano, segue un tanuki fuori dalla città e ritrova in un'area erbosa molti dei suoi amici. Shoukichi, colmo di gioia, si trasforma nuovamente in tanuki per unirsi al resto del gruppo e festeggiare al chiaro di luna.

## Ambientazione e ispirazione
Questo lungometraggio presenta moltissimi tratti caratteristici della cultura, religione e folklore giapponese; in particolare è liberamente ispirato alla letteratura per l'infanzia di Kenji Miyazawa; tra i riferimenti più evidenti ci sono quelli a Futago no hoshi (Le stelle gemelle, 1918) e a Tsukiyo no kedamono (Le notti di luna delle belve).
Il film, come tra l'altro apertamente indicato nel titolo originale, si svolge nell'era Heisei (1989-2019) ed ha per protagonisti degli animali chiamati tanuki, cioè cane procione, un canide molto simile fisicamente al procione e piuttosto diffuso nell'Estremo Oriente, specie in Giappone, dove le leggende locali lo vogliono in possesso di straordinari poteri da mutaforma, al pari di un'altra creatura famosa della mitologia nipponica, le kitsune (volpi). Nel film, quindi, la capacità di trasformazione dei tanuki è la trasposizione cinematografica di una leggenda millenaria.
La parola Pompoko che troviamo nel titolo non è perfettamente traducibile in italiano, trattandosi infatti di un'onomatopea giapponese riferita al tambureggiare dei tanuki sui loro voluminosi stomaci o testicoli, in linea alla loro tradizionale rappresentazione popolare.

### Rappresentazione dei tanuki
Alcune delle trasformazioni effettuate dai tanuki durante il film richiamano in maniera diretta molte famose leggende giapponesi. In una sequenza del film, ad esempio, i tanuki si esercitano nelle trasformazioni cambiando la loro forma in quella di una teiera di ferro. Questa teiera richiama la leggenda di Bunbuku Chagama, nella quale un tanuki, per ripagare un debito d'onore contratto con un umano poverissimo che l'ha salvato da morte certa, si trasforma in una teiera (il chagama) per poter essere venduto a un monaco, finendo però per darsela subito a zampe levate non appena lo stesso lo mette sul fuoco.
Verso la fine del film poi l'anziano Yashimano Hage costruisce una barca che richiama nell'immaginario giapponese la barca fatta di fango con cui i tanuki vanno verso la morte. Questo episodio è basato sulla credenza di Fudaraku, un antico culto buddista. Il culto di Fudaraku credeva in un'isola nei mari occidentali, chiamata appunto Fudaraku, dove ci si poteva liberare delle sofferenze e dolori e raggiungere il nirvana.

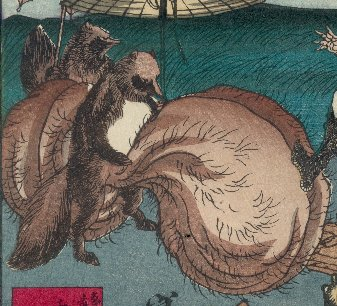
Tanuki con il tipico scroto ingigantito, in una stampa di Tsukioka Yoshitoshi

Alcuni tanuki, come quelli che nel film vivono nel tempio di Awa, sono inoltre considerati divinità nell'Olimpo giapponese, considerati forti e potenti e vengono per questo venerati. Oltre ai tanuki anche le volpi vengono venerate e sono considerate i messaggeri terrestri del dio Inari, divinità legata allo shintoismo. Alcune scene del film sono ambientate proprio davanti a un tempio scintoista dove viene venerata la volpe; l'apparizione del tanuki trasformato in volpe bianca provoca quindi un forte spavento poiché equivale all'apparizione del dio Inari.
Il disegno di questo lungometraggio presenta diverse scelte grafiche nella rappresentazione dei tanuki. Questo animale ci viene presentato innanzitutto con un aspetto realistico, e lo vediamo in questa forma ogni volta che deve interagire con esseri umani, o con il loro mondo.
La seconda forma in cui vediamo il tanuki è la forma antropomorfa. Il narratore ci spiega che i tanuki sono soliti assumere questa forma quando si trovano lontano da occhi umani.
La terza rappresentazione del tanuki è molto stilizzata, e fortemente voluta da Hayao Miyazaki per rendere un omaggio a Shigeru Sugiura, anziano mangaka molto amato da Miyazaki, che era solito rappresentare i tanuki in modo stilizzato. Takahata, sebbene volesse anch'esso usare i disegni di Sugiura, immaginava il film disegnato in altri modi, e quindi usò questi disegni per rappresentare i momenti i cui i tanuki erano abbattuti o distratti, ad esempio durante un combattimento o una festa, e quindi incapaci di mantenere una forma completa e precisa.
Si può notare una piccola curiosità durante la strategia degli Spettri: vi compaiono infatti altri personaggi dello studio Ghibli come Kiki, la protagonista di Kiki - Consegne a domicilio, Taeko di Pioggia di ricordi, Totoro da Il mio vicino Totoro e l'aereo presente nel lungometraggio Porco Rosso (Kurenai no buta).

## Distribuzione
Il film è uscito per l'home video in Italia il 13 febbraio 2011 distribuito dalla Lucky Red, con il doppiaggio curato da Gualtiero Cannarsi.
Dall'11 al 17 luglio 2024 viene proiettato per la prima volta nelle sale italiane, nell'ambito della rassegna cinematografica "Un mondo di sogni animati" di Lucky Red.

## Accoglienza
Pom Poko è stato il film di maggior successo in Giappone nel 1994, incassando 2,63 miliardi di yen.

## Riconoscimenti
- 1994 – Miglior film d'animazione alla 49ª edizione dei Mainichi Film Concours.[6]
- 1995 – Miglior lungometraggio al Festival internazionale del film d'animazione di Annecy.[7]
- 1995 – Premio speciale ai Japan Academy Awards.